# THE BEST Vol.3
MMA THE BEST Vol.3（エムエムエー・ザ・ベスト・ボリュームスリー）は、日本の総合格闘技イベント「PRIDE」の大会の一つ。2002年10月20日、東京都江東区のディファ有明で開催された。
大会は島田裕二および川崎浩市（ブッカーK）の両名によるプロデュースのもと行われた。

## 大会概要
岡見勇信が本戦に出場し、スティーブ・ホワイトをマウントパンチで破る。松井大二郎はローリー・シンガーに判定勝ち。
本大会は「THE BEST」最後の大会となった。

## 試合結果

### フューチャーファイト
第1試合 PRIDEルール 5分1R
○  篁真一郎 vs.  To go ×
1R 4:59 KO（マウントパンチ）
第2試合 PRIDEルール 5分1R
○  宮本優太郎 vs.  鬼木貴典 ×
1R終了 判定3-0
第3試合 PRIDEルール 5分1R
○  佐々木恭介 vs.  似田貝旭 ×
1R 4:35 腕ひしぎ十字固め

### 本戦カード
第1試合 島田プロデュース 5分2R
○  ジャイアント落合 vs.  キム・ジョンワン ×
1R 0:24 試合放棄（右拳の骨折）
第2試合 島田プロデュース 5分2R
○  アジ・スシーロ vs.  シュエ・ドゥー・ウォン ×
2R 0:42 チョークスリーパー
第3試合 島田プロデュース 5分2R
○  今村雄介 vs.  韓泰潤 ×
1R 2:15 フロントチョーク
第4試合 島田プロデュース 5分2R
○  ケスタティス・スミルノヴァス vs.  アングロサクソン大場 ×
1R 0:55 腕ひしぎ十字固め
第5試合 川崎プロデュース 5分2R
○  岡見勇信 vs.  スティーブ・ホワイト ×
2R 3:25 KO（マウントパンチ）
第6試合 川崎プロデュース 5分2R
○  光岡映二 vs.  スコット・ビルズ ×
2R終了 判定3-0
第7試合 川崎プロデュース 5分2R
○  久松勇二 vs.  デミトリウス・ジョウラコス ×
2R終了 判定3-0
第8試合 川崎プロデュース 5分2R
○  松井大二郎 vs.  ローリー・シンガー ×
2R終了 判定3-0